# Миколаївка (Мостівська сільська громада)
Микола́ївка —  село в Україні, у Мостівській сільській громаді Вознесенського району Миколаївської області. Населення становить 151 осіб. Орган місцевого самоврядування — Мостівська сільська рада.

## Населення

### Мова
Розподіл населення за рідною мовою за даними перепису 2001 року:
| Мова       | Кількість | Відсоток |
| ---------- | --------- | -------- |
| українська | 150       | 99.34%   |
| російська  | 1         | 0.66%    |
| Усього     | 151       | 100%     |